# Trifolium repens var. nevadense
Trifolium repens subsp. nevadense é uma variedade de planta com flor pertencente à família Fabaceae. 
A autoridade científica da variedade é (Boiss.) C.Vicioso, tendo sido publicada em Anales Inst. Bot. Cavanilles 10(2): 375 (1953).

## Portugal
Trata-se de uma variedade presente no território português, nomeadamente em Portugal Continental.
Em termos de naturalidade é nativa da região atrás indicada.

## Protecção
Não se encontra protegida por legislação portuguesa ou da Comunidade Europeia.